# Новожанове (станція)
Новожанове — вантажна залізнична станція Харківського залізничного вузла Харківської дирекції Південної залізниці. Розташована на вулиці Новожанівській, у Новобаварському районі міста Харкова (місцевість Новожанове). Станція обслуговує Харківський коксохімічний комбінат.

## Історія
Станція відкрита 1927 року для обслуговування будівництва, а згодом і Харківського коксохімічного заводу. У 1958 році електрифікована постійним струмом (=3 кВ), одночасно з Харківським залізничним вузлом.

## Колійний розвиток
Станція має 5 приймально-відправних колій, що розташовані у двох парках.
Від станції відгалужується електрифікована сполучна лінія до магістральної лінії Харків — Севастополь.

## Споруди
На платформі є павільйон відкритого типу для пасажирів.
Над залізничним полотном прокладений  пішохідний міст, споруджений 1965 року. Навесні 2016 року, через вивітрювання, корозію та руйнацію, тривав його капітальний ремонт, що здійснював мостобудівний поїзд № 8 станції Нова Баварія. Під час ремонту демонтовані дефектні конструкції мосту та встановлені нові фундаменти, стійки, косоури, сходи виробництва Старокостянтинівського заводу залізобетонних шпал.

## Пасажирське сполучення
Наразі на станції Новожанове приміські поїзди не зупиняються.